# Métropole de Polyani et Kilkis
La métropole de Polyani et Kilkis (en grec byzantin : Ιερά Μητρόπολις Πολυανής και Κιλκισίου) est un évêché du patriarcat œcuménique de Constantinople « provisoirement » autorisé à participer à la vie synodale de l'Église orthodoxe de Grèce. Elle est située en Macédoine, en Grèce, aux confins de la Macédoine du Nord. Son siège est à Kilkis.

## La cathédrale
C'est l'église de la Transfiguration à Kilkis, fête le 6 août.

## Les métropolites
- Emmanuel (né Sigalas) depuis le 17 octobre 2009.
- Apostolos (né Papakonstantinou à Almyros de Volos en 1924) de 1991 à 2009.
- Ambroise de 1989 à 1991.
- Chariton (né Syméonides) de 1965 à 1989.
- Joachim (né Smyrniotis) de 1945 à 1965.
- Joachim (né Martianos) de 1942 à 1945.
- Cyrille (né Afentoulidis) de 1928 à 1942.
- Photios (né Madytos) de 1904 à 1928.

## L'histoire
Ce n'est qu'au Xe siècle qu'on trouve la première mention d'un évêché de Polyani.
Polyani (en grec Πολυανή) est l'ancienne Doïran (en grec Παλαιά Δοϊράνη), sur la rive sud du lac de Doïranis (en slave Dojransko ezero) qui est traversé par la frontière nord de la Grèce.
- En 1913, l'évêché est affecté par la nouvelle frontière septentrionale de la Grèce établie par le traité de Bucarest.
- En 1922, le territoire de l'évêché reçoit des réfugiés grecs d'Asie mineure.
- En 1924, le synode patriarcal décide de scinder en deux l'évêché de Polyani : un évêché de Polyani et Kilkis à l'est, un nouvel évêché de Gouménissa, Axioupolis et Polykastron à l'ouest.

## Le territoire
Il est constitué de la partie du district régional de Kilkis située à l'est de l'autoroute Thessalonique-Belgrade, sauf le village d'Anthophyto. Il s'étend du mont Kerkini au nord jusqu'à Mikrokambos et Xirochori au sud.

## Le monastère

### Monastère de femmes
- Monastère Saint-Georges de Lophos (Kilkis).

## Les solennités locales
- Fête des Quinze hiéromartyrs qui ont souffert à Tibérioupolis, saints patrons de la ville de Kilkis, le 28 novembre.
- Fête de la Mère de Dieu Philadelphiotissa à Néa Philadelphia.

## Les reliques
- La main droite de saint Pierre, l'un des Quinze hiéromartyrs, à Kilkis.

## Les sources
- (el) Le site de la métropole : http://www.impk.gr/
- Diptyques de l'Église de Grèce, éditions Diaconie apostolique, Athènes (édition annuelle).
- Orthodoxwiki anglophone.